# Amtsberge
Die Amtsberge sind ein flächenmäßig kleiner, bis 392,2 m ü. NHN hoher Höhenzug des Weser-Leine-Berglands. Er liegt bei Dassel im niedersächsischen Landkreis Northeim (Deutschland).

## Geographie

### Lage
Die Amtsberge liegen direkt auf der Nahtlinie der Landkreise Northeim (überwiegender Teil des Höhenzugs mit seiner Gipfellage) und Holzminden (Nordwestteil) sowie von Leinebergland im Osten und Weserbergland im Westen. Sie befinden sich nordöstlich des Sollings, sodass sie zu dessen Vorbergen gehören. Etwas nordnordwestlich des Höhenzugs liegt der Homburgwald und nordnordöstlich der Höhenzug Elfas. Nordwestlich breitet sich der Höhenzug Holzberg aus sowie der Heukenberg, von denen die Amtsberge nur durch das bei Denkiehausen gelegene Tal des Teichbachs getrennt sind. Südöstlich schließt sich jenseits der Ilme der Ellenser Wald an. Die nächstliegenden Städte sind Stadtoldendorf im Nordwesten und Dassel im Südsüdosten.
Innerhalb des Amtsberge entspringen mehrere Bäche, die zum Einzugsgebiet von Weser und Leine gehören. Die Nordwestausläufer des Höhenzugs werden vom Oberlauf der in Richtung Nordwesten fließenden Lenne (östlicher Zufluss der Weser) passiert, die Südausläufer vom nach Südosten verlaufenden Mittellauf des Spüligbachs (nordwestlicher Zufluss der Ilme) und die östlichen durch Zufluss in den Mittellauf der Bewer.
Bis auf den Nordteil des laubwaldreichen Höhenzugs mit seiner Gipfellage reichen Teile des Vogelschutzgebiets Sollingvorland (VSG-Nr. 4022-431; 168,85 km²), dass der EU-Vogelschutzrichtlinie unterliegt.

### Naturräumliche Zuordnung
Die Amtsberge bilden – zusammen mit den Höhenzügen Holzberg im Nordwesten und Ellenser Wald im Südosten – in der naturräumlichen Haupteinheitengruppe Weser-Leine-Bergland (Nr. 37), in der Haupteinheit Sollingvorland (371) und in der Untereinheit Nördliches Solling-Vorland (371.0) den Naturraum Amtsberge (371.04). Die Landschaft leitet nach Nordwesten in den Naturraum Stadtoldendorfer Hochfläche (371.02) und nach Nordnordosten in den Naturraum Elfasumland (371.06) über. Im Südwesten schließt sich die zur Haupteinheit Solling, Bramwald und Reinhardswald (370) zählende Untereinheit Nördlicher Solling (370.0) an.

### Erhebungen
Zu den Erhebungen der Amtsberge gehören – mit Höhen in Meter (m) über Normalhöhennull (NHN):
| - Belzerberg (392,2 m) - Hatop (370,4 m) - Teichklippe (bis 350 m) | - Berg der Burgruine Hunnesrück (317,0 m) - Rothenberg (ca. 270 m) |

### Fließgewässer
Zu den Fließgewässern in und an den Amtsbergen gehören:
- Bewer (nordwestlicher Zufluss der Ilme)
- Lenne (östlicher Zufluss der Weser)
- Reißbach (westlicher Zufluss der Bewer)
- Spüligbach (nordwestlicher Zufluss der Ilme)
- Teichbach (nördlicher Zufluss des Spüligbachs)

### Ortschaften
Ortschaften in und an den Amtsbergen sind:
- Dassel – im Süden
- Heinade – im Westen
- Denkiehausen – im Nordwesten
- Stadtoldendorf – im Nordwesten
- Wangelnstedt – im Norden
- Lüthorst und Hunnesrück – im Osten

## Name
Johannes Krabbe  nannte den Höhenzug in seiner Karte des Sollings 1603 „Hundesrucke“, sodass man annahm, dies sei ein Hinweis auf die in der Form des Rückens eines Hundes gekrümmte Bergsilhouette. Vergleichbare Namen waren seit 1310 urkundlich auf die Burg Hunnesrück bezogen. Johannes Letzner hatte hier eine Schutzeinrichtung vor Hunnen vermutet. Christian Gottfried Daniel Stein schrieb, der Name leite sich von Hünen her, die dort gewohnt hätten.
Eine neuere etymologische Deutung nimmt eine Herkunft des Namens aus dem althochdeutschen Wort „huno“ an; demnach wurde hier bereits zu karolingischer Zeit, als die Gegend im Suilbergau lag, ein Richteramt ausgeübt.
Nach dem Abbruch der Burg Hunnesrück setzte sich der Bezug auf das Amt Hunnesrück durch.

## Sehenswertes
Zu den Sehenswürdigkeiten der Amtsberge gehört die Waldlandschaft mit ihren Wanderwegen. In einem Waldgebiet im Süden des Höhenzugs nördlich von Dassel zwischen Mackensen und Hunnesrück liegt die Ruine der Burg Hunnesrück oberhalb des Eselsteichs. In der Nähe der Burgruine ist das aus dem 18. Jh. stammende steinerne Passionskreuz der in die Hunnesrücker Kapelle eingepfarrten Gläubigen aufgestellt.

Grenzstein westlich der Weißen Mühle
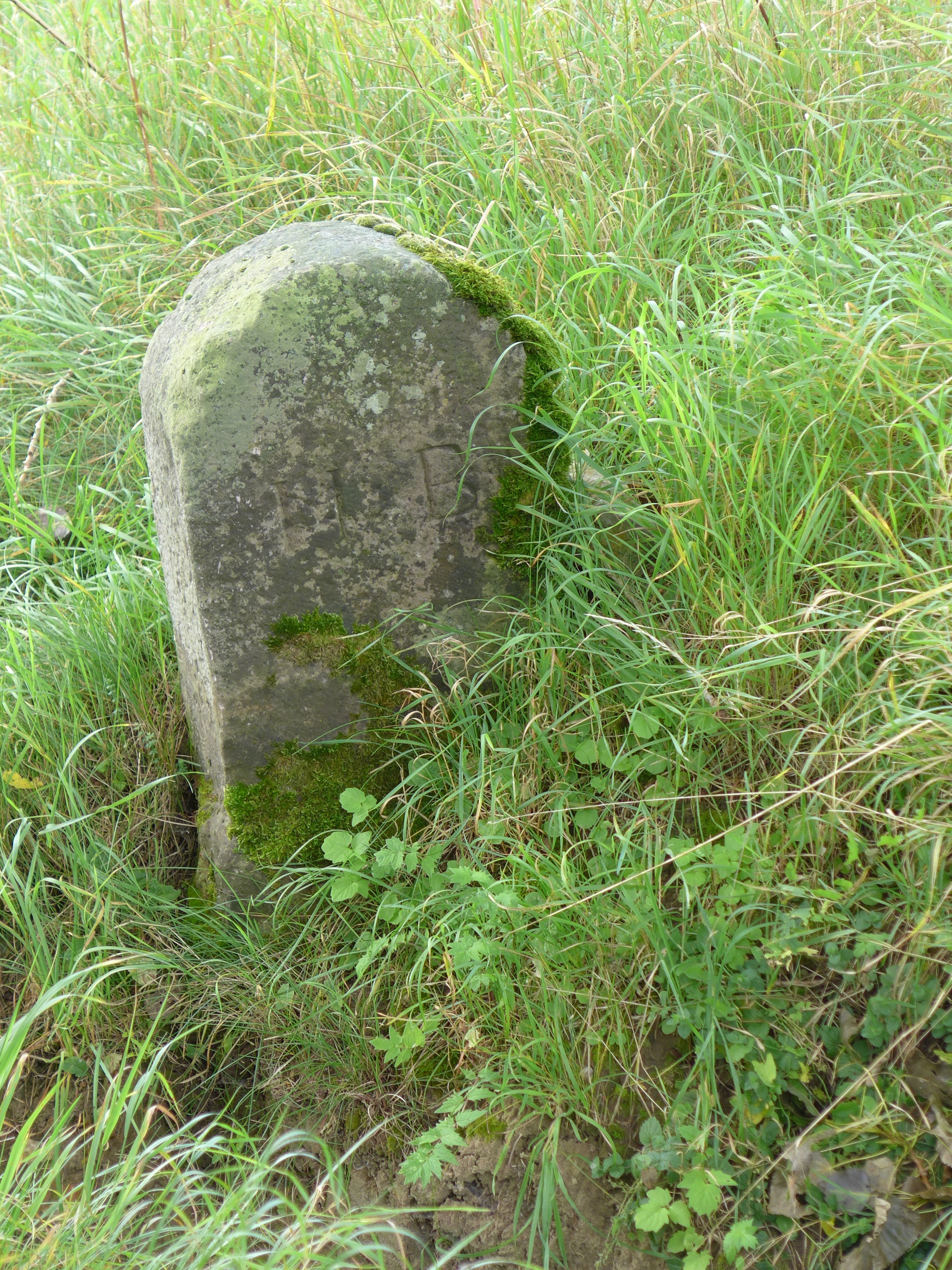
Grenzstein Seite HB
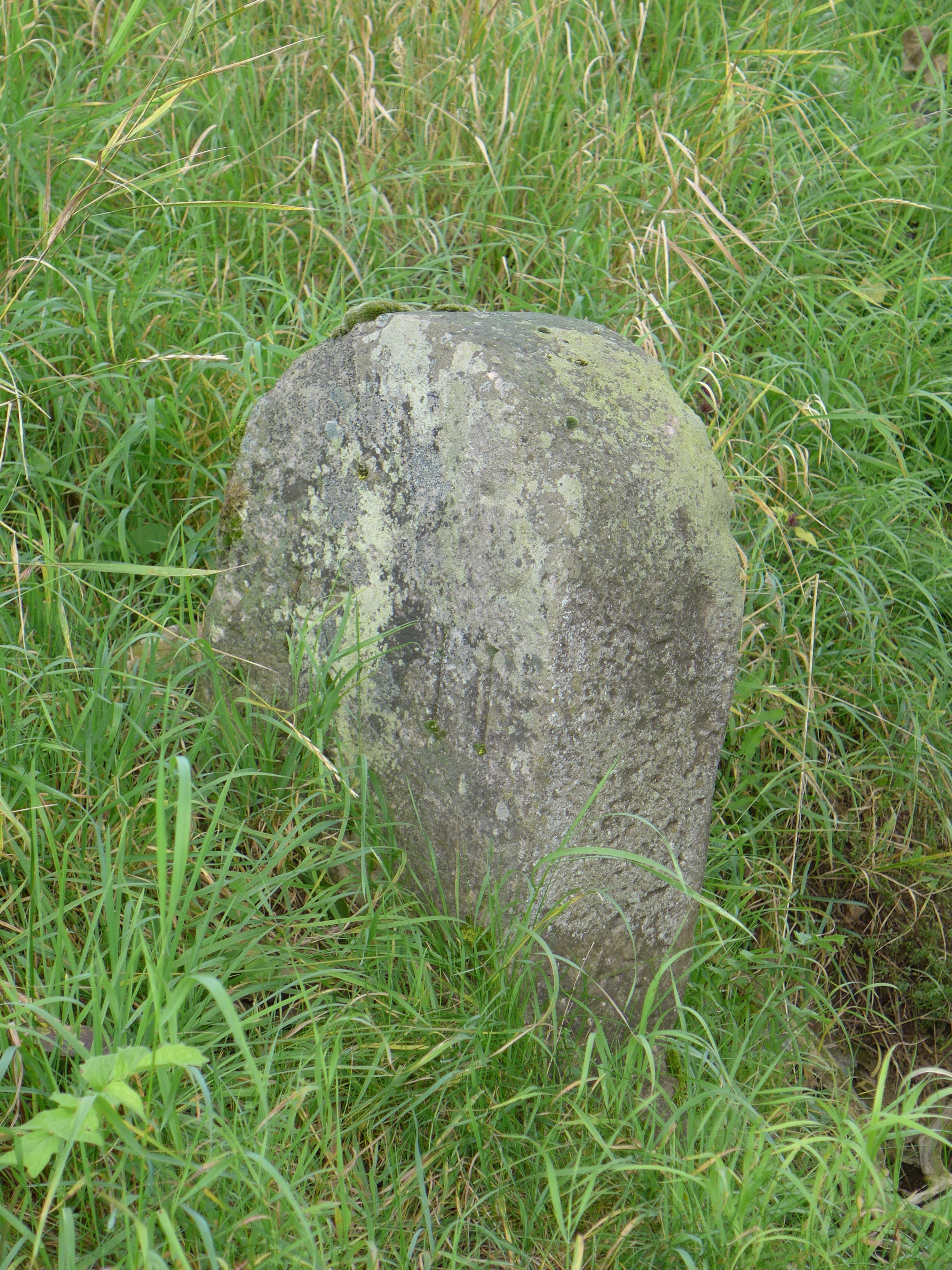
Grenzstein Seite KH

Die durch die Amtsberge verlaufende politische Grenze zwischen den Landkreisen Northeim und Holzminden entspricht der ehemaligen Grenze zwischen dem Königreich Hannover und dem Herzogtum Braunschweig. Ein Grenzstein aus dieser Zeit ist an der Kreisstraße auf halber Strecke zwischen Mackensen und Denkiehausen erhalten. Von dort zeichnet sich in östlicher Richtung bis zum Teichbach am Fuß der Amtsberge die damalige Landwehr ab, erkennbar als etwa 15 m breiter und bis zu 1 m erhöhter Bodenstreifen. Der Schnittpunkt von Landwehr und Teichbach markiert den ehemaligen Standort der Weißen Mühle östlich des Teichbaches. Zudem sind dort trocken gefallene Reste des bis zu 300 m langen Mühlenkanals und des Überfalls zum Mühlenrad auffindbar. Die Weiße Mühle war eine Mahlmühle und wurde 1692 erstmals urkundlich erwähnt, nachdem August II. einen 1663 gestellten Bauantrag abgelehnt hatte. 1928 wurde die inzwischen stillgelegte Mühle abgerissen, nachdem sie zuvor einige Jahre als Wohnhaus für Arbeiter genutzt worden war.